# NGC 270
NGC 270 è una galassia lenticolare situata nella costellazione della Balena a una distanza di 165,9 milioni di anni luce dal sistema solare.

## Scoperta
NGC 270 è stata scoperta il 10 dicembre 1798 dall'astronomo britannico di origine tedesca William Herschel.